# Plaza Francia (groupe)
Pour les articles homonymes, voir Plaza Francia.
Plaza Francia est un groupe de musique fondé en 2013 par Eduardo Makaroff, Christoph H. Müller (de Gotan Project) et Catherine Ringer (des Rita Mitsouko), liant le tango à l'univers pop/rock,.
En 2014, le groupe publie en avril le premier album studio A New Tango Song Book, et en décembre l'album Live Re-experience enregistré pendant la tournée de concerts du printemps et de l'été.
Le 19 août 2017, Plaza Francia annonce qu'il devient Plaza Francia Orchestra. Le nouveau groupe enregistre un nouvel album (homonyme) – toujours avec Catherine Ringer mais aussi avec d'autres invités – qui sort le 1er juin 2018.

## Histoire

### 2013–2015: Plaza Francia
Courant 2013, Eduardo Makaroff et  Christoph H. Müller, deux des trois membres fondateurs de Gotan Project, ont le projet d'enregistrer un album studio de chansons  de leur composition fusionnant le tango à la musique pop/rock. Dans cette optique, ils invitent Catherine Ringer pour chanter sur un titre. Finalement, la chanteuse des Rita Mitsouko enregistrera toutes les chansons de l'album et intégrera la formation à part entière. Le trio prendra le nom de Plaza Francia, du nom de la place France, située à Recoleta, un quartier résidentiel de Buenos Aires.
L'album A New Tango Song Book paraît le 7 avril 2014 ; il se vend à 40 000 exemplaires.
Le groupe donne deux concerts avant la sortie de l'album puis enchaîne - dès le lendemain de la parution de l'album - par une tournée annoncée de vingt dates (nombre porté ensuite à trente-trois) qui passe principalement en France et en Suisse, et qui s'achève le 5 août 2014 à Sète (festival Fiest'A Sète). Elle passe notamment en avril 2014 par le Printemps de Bourges (pendant 3 soirs consécutifs), en juin 2014 par le Canada (FrancoFolies de Montréal) et en juillet 2014 par Lyon (Nuits de Fourvière). La tournée se poursuit du 3 octobre au 5 décembre 2014 par quinze dates en France et en Suisse. Elle reprend enfin le 21 avril 2015 en France et se poursuit par cinq dates à l'international jusqu'en novembre 2015 en passant une ultime fois par la France le 4 août 2015.
Le 1er décembre 2014, le groupe publie la version édition collector 2 CD de l'album A New Tango Song Book avec, en bonus, Live Re-experience, comprenant inédits, live et remixes. Le 9 février 2015, le groupe publie l'album Live Re-Experience au format double vinyle.

### Depuis 2017: Plaza Francia Orchestra
Le 19 août 2017, le groupe Plaza Francia annonce qu'il devient Plaza Francia Orchestra – groupe mêlant la tradition des orquestas tipicas d'Argentine et la musique pop – et que la sortie d'un nouvel album est prévue pour début 2018.
Le 1er juin 2018 paraît Plaza Francia Orchestra, l'album studio du nouveau groupe, présenté comme la rencontre entre production électro et orchestre tango. Y ont participé Catherine Ringer (sur deux titres) ainsi que l'orchestre de Cannes (à l'origine du projet), Lura (sur deux titres) et Maria Muliterno (sur un titre). L'illustration de la pochette de l'album est réalisée un ami du groupe, le peintre argentin Antonio Segui.
Un concert est donné le 2 septembre 2017 dans le cadre des Francomanias à Bulle en Suisse (présences de Volco & Gignoli, Romain Lecuyer, Maria Muliterno et de l'orchestre d'accordéons de Bulle dirigé par Lionel Chapuis réunissant en tout sur scène quarante musiciens).
Puis le nouveau groupe se lance au début de l'été 2018 dans une tournée des festivals de cinq dates de début juillet à Autrans (Vercors Music Festival) à mi-août à Luxembourg (MeYouZik Festival). La tournée se poursuit ensuite à la rentrée 2018 avec cinq concerts, de fin septembre à Cannes (Palais des Festivals et des Congrès) à fin novembre 2018 à La Rochelle (La Sirène) et à Paris (La Cigale), ces deux derniers concerts de l'année 2018 comptant la participation exceptionnelle de Catherine Ringer. La tournée se prolonge en 2019 avec cinq nouvelles dates de concerts en France de fin janvier à Blagnac à début juin à Mulhouse, une date en Suisse en juillet 2019 et une autre en Italie début août,.
Le groupe semble en sommeil depuis lors.

## Répertoire
Le répertoire du groupe est principalement constitué de compositions originales co-écrites par Christoph H. Müller et Eduardo Makaroff avec différents paroliers : Sergio Makaroff, Federico Oldenburg et Ariel Rot. Christoph H. Müller et Eduardo Makaroff participent également à l'écriture des paroles.

## Discographie
- 2014 : A New Tango Song Book (Because Music) – (album studio ; parution huit mois plus tard de la version édition collector 2 CD comportant, en bonus, l'album Live Re-experience comprenant inédits, live et remixes)
- 2015 : Live Re-Experience (Because Music) – (album live au format double vinyle comprenant inédits live et remixes)
- 2018 : Plaza Francia Orchestra (Because Music) – (album studio)

## Tournées
- Printemps–été 2014 / printemps–été–automne 2015 : tournée française et européenne (du 3 avril au 19 juillet 2014 incluant des participations au Printemps de Bourges en avril 2014, au FrancoFolies de Montréal, Canada en juin 2014 et aux Nuits de Fourvière (Lyon) en juillet 2014) prolongée à l'international d'avril à novembre 2015.
- Été–automne–hiver 2018 / printemps–été 2019 : tournée des festivals estivaux de 5 dates (du 9 juillet au 15 août 2018 : 3 dates en France, une date en Hongrie et une date au Luxembourg) prolongée par une tournée de 5 concerts de rentrée en France (fin septembre 2018 à Cannes, fin octobre à Bourgoin-Jallieu, mi novembre à Plaisir (Yvelines) et fin novembre 2018 à La Rochelle et à Paris) et par une tournée 2019 de 5 dates en France, une date en Suisse et une date en Italie, de janvier à août 2019.